# بول سبوديس
بول سبوديس (بالإنجليزية: Paul Spudis)‏‏ (1952 - 29 أغسطس 2018) كان عالم جيولوجي أمريكي ومُتخص في القمر.